# Daydream (album The Lovin' Spoonful)
| Recensione              | Giudizio |
| ----------------------- | -------- |
| AllMusic                |          |
| Dizionario del Pop-Rock |          |
| 24.000 dischi           |          |

Daydream è il secondo album del gruppo musicale statunitense folk rock The Lovin' Spoonful, pubblicato dalla Kama Sutra Records nel marzo del 1966.

## Tracce

### LP (1966, Kama Sutra Records, KLP-8051/KLPS-8051)
Lato A
1. Daydream (John Sebastian voce solista) – 2:18 (John Sebastian) – Registrato nel dicembre 1965
2. There She Is (Joe Butler e John Sebastian voci soliste) – 1:55 (John Sebastian) – Registrato nel dicembre 1965
3. It's Not Time Now (John Sebastia, Zal Yanovsky e Joe Butler voci soliste) – 2:45 (John Sebastian, Zal Yanovsky) – Registrato nel dicembre 1965
4. Warm Baby (John Sebastian e Joe Butler voci soliste) – 2:00 (John Sebastian) – Registrato nel novembre 1965
5. Day Blues (Zal Yanovsky e John Sebastian voci soliste) – 3:12 (John Sebastian, Joe Butler) – Registrato nel novembre 1965
6. Let the Boy Rock and Roll (John Sebastian voce solista) – 2:32 (John Sebastian, Joe Butler) – Registrato nel dicembre 1965

Durata totale: 14:42
Lato B
1. Jug Band Music (John Sebastian voce solista, Zal Yanovsky chitarra basso fuzz a sei corde) – 2:49 (John Sebastian) – Registrato nel dicembre 1965
2. Didn't Want to Have to Do It (John Sebastian e Joe Butler voci soliste) – 2:06 (John Sebastian) – Registrato nel novembre 1965
3. You Didn't Have to Be So Nice (John Sebastian con Joe Butler e Zal Yanovsky voci soliste) – 2:29 (John Sebastian, Steve Boone) – Registrato nel novembre 1965
4. Bald Headed Lena (Zal Yanovsky voce solista) – 2:22 (Edward Sneed, Willie Lee Perryman) – Registrato nel dicembre 1965
5. Butchie's Tune (Joe Butler voce solista) – 2:34 (John Sebastian) – Registrato nel dicembre 1965
6. Big Noise from Speonk (Strumentale) – 2:15 (John Sebastian, Steve Boone, Zal Yanovsky, Joe Butler) – Registrato nel dicembre 1965

Durata totale: 14:35

### CD (2002, Buddha Records, 74465 99731 2)
1. Daydream – 2:19 (John Sebastian)
2. There She Is – 1:55 (John Sebastian)
3. It's Not Time Now – 2:46 (John Sebastian, Zal Yanovsky)
4. Warm Baby – 2:00 (John Sebastian)
5. Day Blues – 3:12 (John Sebastian, Joe Butler)
6. Let the Boy Rock and Roll – 2:31 (John Sebastian, Joe Butler)
7. Jug Band Music – 2:50 (John Sebastian)
8. Didn't Want to Have to Do It – 2:36 (John Sebastian)
9. You Didn't Have to Be So Nice – 2:26 (John Sebastian, Steve Boone)
10. Bald Headed Lena – 2:22 (Edward Sneed, Willie Lee Perryman)
11. Butchie's Tune – 2:35 (John Sebastian, Steve Boone)
12. Big Noise from Speonk – 2:16 (John Sebastian, Steve Boone, Zal Yanovsky, Joe Butler)
13. Fishin' Blues (alternate instrumental version) (versione mono) – 2:29 (Tradizionale; adattamento e arrangiamento di John Sebastian) – Traccia bonus - Brano inedito - Registrato nell'agosto 1965
14. Didn't Want to Have to Do It (demo version: John sings lead) – 2:47 (John Sebastian) – Traccia bonus - Brano inedito - Registrato nell'agosto 1965
15. Jug Band Music (alternate instrumental version) – 2:51 (John Sebastian) – Traccia bonus - Brano inedito - Registrato nel dicembre 1965
16. Daydream (demo version: John sings lead) – 3:18 (John Sebastian) – Traccia bonus - Brano inedito - Registrato nel dicembre 1965
17. Night Owl Blues (complete version) – 4:40 (John Sebastian) – Traccia bonus - Brano inedito - Registrato nell'agosto 1965

Durata totale: 45:53

## Formazione

### Gruppo
- John Sebastian – voce, chitarra, chitarra solista (solo in A3), armonica, autoharp
- Zal Yanovsky – voce, chitarra solista (eccetto in A3)
- Steve Boone – voce, basso, piano (A1)
- Joe Butler – voce, batteria

### Altri musicisti
- John Curley – chitarra, armonica, autoharp[5]

### Produzione
- Erik Jacobsen – produzione
- Val Valentin – direzione delle registrazioni
- Michael Malatak – design copertina album originale
- Alan Brooks – foto copertina album originale[6]

## Classifica
Album
| Anno | Classifica            | Posizione raggiunta |
| ---- | --------------------- | ------------------- |
| 1966 | Billboard 200         | 10                  |
| 1966 | Official Albums Chart | 8                   |

Singoli
| Anno | Titolo del brano              | Classifica             | Posizione raggiunta |
| ---- | ----------------------------- | ---------------------- | ------------------- |
| 1965 | You Didn't Have to Be So Nice | Hot 100                | 10                  |
| 1966 | Daydream                      | Hot 100                | 2                   |
| 1966 | Daydream                      | Official Singles Chart | 2                   |